# Boreti
Boreti este un sat din comuna Budva, Muntenegru. Conform datelor de la recensământul din 2003, localitatea are 231 de locuitori (la recensământul din 1991 erau 187 de locuitori).

## Demografie
În satul Boreti locuiesc 173 de persoane adulte, iar vârsta medie a populației este de 35,8 de ani (36,5 la bărbați și 35,3 la femei). În localitate sunt 75 de gospodării, iar numărul mediu de membri în gospodărie este de 3,08.
Populația localității este foarte eterogenă.
|  |

| Demografie | Demografie | Demografie |
| An         | Locuitori  | Locuitori  |
| ---------- | ---------- | ---------- |
|            |            |            |
|            |            |            |
|            |            |            |
|            |            |            |
| 1948       | 135        |            |
| 1953       | 127        |            |
| 1961       | 128        |            |
| 1971       | 213        |            |
| 1981       | 534        |            |
| 1991       | 187        | 176        |
| 2003       | 234        | 231        |

| \| Componența etnică conform recensământului din 2003[2] \| Componența etnică conform recensământului din 2003[2] \| Componența etnică conform recensământului din 2003[2] \| Componența etnică conform recensământului din 2003[2] \| Componența etnică conform recensământului din 2003[2] \| \| ----------------------------------------------------- \| ----------------------------------------------------- \| ----------------------------------------------------- \| ----------------------------------------------------- \| ----------------------------------------------------- \| \| \| \| \| \| \| \| Muntenegreni \| Muntenegreni \| \| 139 \| 60,17% \| \| Sârbi \| Sârbi \| \| 73 \| 31,6% \| \| Croați \| Croați \| \| 2 \| 0,86% \| \| Maghiari \| Maghiari \| \| 1 \| 0,43% \| \| necunoscută \| necunoscută \| \| 0 \| 0% \| |              |  |     |        |
| Componența etnică conform recensământului din 2003 |              |  |     |        |
| |              |  |     |        |
| Muntenegreni | Muntenegreni |  | 139 | 60,17% |
| Sârbi | Sârbi        |  | 73  | 31,6%  |
| Croați | Croați       |  | 2   | 0,86%  |
| Maghiari | Maghiari     |  | 1   | 0,43%  |
| necunoscută | necunoscută  |  | 0   | 0%     |